# DEMIRE Deutsche Mittelstand Real Estate
Die DEMIRE Deutsche Mittelstand Real Estate AG ist ein börsennotiertes deutsches Immobilienunternehmen mit Sitz in Frankfurt am Main und Hauptgeschäftssitz in Langen. Es besitzt 58 Gewerbeimmobilien (Büro-, Einzelhandels- und Logistikimmobilien) mit einer vermietbaren Gebäudefläche von insgesamt rund 0,7 Millionen Quadratmeter ausschließlich in Deutschland im Marktwert von rund 1,2 Milliarden Euro.
Gegründet wurde die Gesellschaft im Jahr 2006 als Magnat Real Estate AG. Gründungsgesellschafter waren die Familie Silvia Quandt sowie die Finanzinvestoren Themis Equity Partners und Heliad Equity Partners.
Unternehmensgegenstand waren der Erwerb und die Bewirtschaftung von Immobilien mit Fokus auf Immobilien-Development in osteuropäischen, österreichischen und deutschen Ballungsräumen. Im August 2013 wurde die Firma in eine Aktiengesellschaft des heutigen Namens umgewandelt.
Die Aktien des Unternehmens sind im Prime Standard der Frankfurter Wertpapierbörse und im Freiverkehr der Börsen Berlin, Stuttgart und Düsseldorf notiert.

## Eigentümerstruktur
- Apollo (58,61 %)
- Wecken Gruppe (32,14 %)
- Streubesitz (13,35 %)
- Eigene Anteile (2,1 %)

(Stand 11. Januar 2021)